# Fédération monégasque des échecs
La Fédération monégasque des échecs est l'organisme qui a pour but de promouvoir la pratique des échecs dans la Principauté de Monaco.

## Historique
La Fédération monégasque des échecs est créée en 1949. Elle est affiliée à la Fédération internationale des échecs depuis 1958. Elle est membre fondateur de l'Association internationale des échecs francophones en 2007.

## Présidence
Depuis 1991, le président de la fédération est Jean-Michel Rapaire, également président du Cercle d'échecs de Monte-Carlo depuis 1990. Jean-Michel Rapaire est également le Délégué auprès de la FIDE et Vice Président de l'European Chess Union.

## Tournois organisés
- mars 1967 : Grand Prix International de Monaco, au Hall du Centenaire, 10 joueurs, remporté par Bobby Fischer[5].
- septembre 1966 : Tournoi des six nations, à l'hôtel Hermitage, pour célébrer le centenaire de Monte-Carlo. L'équipe de Belgique remporte le tournoi[6].
- avril 1968 : Grand Prix International de Monaco, à l'hôtel Hermitage, puis au hall du Centenaire. 14 joueurs y sont inscrits. Le tournoi est remporté par Bent Larsen[7]
- 1969 : Grand Prix international de Monaco au Hall du Centenaire. 12 joueurs. Tournoi remporté par Vassily Smyslov

- février 1993 : Women's Candidates Final Match, à l'Hôtel Hermitage, entre Zsuzsa Polgar (Hongrie) et Nana Iosseliani (Géorgie). Nana Iosseliani remporte le match par tirage au sort[8].

- octobre-novembre 1993 :  Championnat du Monde Féminin, au Métropole Palace Hôtel, entre la Championne du Monde en titre Xie Jun (Chine) et la challenger Nana Iosseliani. Xie Jun conserve sa couronne sur le score de 8.5 à 2.5 (7 victoires 3 nulles 1 défaite)[8].

- novembre 1993 : 1er Tournoi des Petits États, au Métropole Palace Hôtel. Le tournoi est organisé durant le championnat du Monde Féminin qui oppose Xie Jun à Nana Iosseliani. l'équipe de Saint-Marin remporte de tournoi devant 8 autres équipes.

- décembre 1995 : 2e Tournoi des Petits États, à l'hôtel Mirabeau. Le tournoi passe à 10 équipes. Le Liechtenstein remporte le tournoi.

- décembre 1997 : 3e Tournoi des Petits États, à l'hôtel Méridien. Andorre remporte le tournoi.

- décembre 2013 : 3e Tournoi des Petits États d'Europe, à l'hôtel Hermitage. Les Îles Féroé l'emporte devant 10 équipes[5].
- octobre 2015 : Fide Women's Grand Prix, au Casino de Monte-Carlo, dans le salon Touzet, Hou Yifan remporte le grand prix[9]

- octobre 2017 : Championnat d'Europe féminin de parties rapides & Blitz, à l’hôtel Novotel de Monaco. Le Rapide est remporté par Anna Mouzytchouk, le blitz est remporté par Alexandra Kosteniouk [10].
- novembre 2018 : 60+1 anniversaire de l'Association Echiquéenne Pour les Aveugles, au Stade Louis II. Olivier Deville remporte le tournoi[11],[12].
- Novembre 2019 Championnat d'Europe féminin de parties rapides & blitz à l'hôtel Novotel de Monaco. doublé d'Alexandra Koeteniouk
- 30 novembre 2019 : 1er ECU Awards, Golden Pawn, à l'hôtel de Paris, salle Empire.
- décembre 2019 : Grand Prix Fide féminin au Yacht Club de Monaco  Victoire d'Alexandra Kosteniouk
- octobre 2022 : Match des Candidates , Poule A, à 'hôtel Hermitage , salon Gustave. Lei Tingjie remporte le match
- novembre 2022 : 1er Championnat Individuel Féminin des Petites Nations d'Europe. WGM Tatiana Dornbusch remporte le championnat
- janvier 2024 Championnat d'Europe féminin de parties rapides & blitz à l'hôtel Novotel de Monaco. Alexandra Kosteniouk réalise le doublé[13].

## Équipe nationale

### Équipe en 2024
En septembre 2024, lors de l'Olympiade de Budapest, l'équipe 2024 est composée de :
- Amir Bagheri (2372 Elo - GMI)
- Igor Efimov (2338 Elo - GMI)
- Damir Levacic (2097 Elo - MI )
- André Meylan (2165 Elo)
- Patrick Van Hoolandt (2036 Elo - FM)
- Capitaine Patrice Verdier

Et l'équipe féminine 2024 de :
- Tatiana Dornbusch (2212 Elo - GMF)
- Marija Zvereva (2035 Elo - MF)
- Fiorina Berezovsky (1976 Elo - CMF)
- Svetlana Berezovska (1869 Elo - CMF)
- Martine Dubois (1816 Elo - MF)

Capitaine : Vladimir Grabinsky
Ci-dessous les joueurs sélectionnés en Equipe Nationale, classés par nombre de sélections dans l'équipe monégasque (Olympiades, Championnat d'Europe, Tournois des Petits Etats) au 22 septembre 2024
| Rang | Nombre de sélections | Noms                        | Période d'activité |
| ---- | -------------------- | --------------------------- | ------------------ |
| 1    | 148                  | FM Patrick Van Hoolandt     | depuis 2002        |
| 2    | 148                  | GM Igor Efimov              | depuis 2008        |
| 3    | 115                  | Karl Ribbegren              | depuis 2009        |
| 4    | 113                  | Bernard Angles D'Auriac     | 1960-1996          |
| 5    | 100                  | WIM Julia Lebel-Arias       | depuis 2002        |
| 6    | 100                  | FM Jean Philippe Gentilleau | 1995-2012          |
| 7    | 86                   | Anatole Kostjoerin          | 1960-1976          |
| 8    | 56                   | WGM Tatiana Dornbusch       | depuis 2018        |
| 9    | 52                   | IM Pierre Villegas          | depuis 2011        |
| 10   | 50                   | Alexander Casa              | 1964-1968          |

## Résultats de l'équipe nationale

### Olympiades

#### Hommes
Entre 1960 et 2024, l'équipe nationale masculine participe 25 fois aux Olympiades d'échecs.
Jean Philippe Gentilleau remporte la médaille d'or au 2e échiquier à l'Olympiade d'échecs de 2002 à Bled.
Eric Girault remporte la médaille d'argent au 1er échiquier à l'Olympiade d'échecs de 1982 à Lucerne.
Ci-dessous le détail des participations, résultats et joueurs.
| Année | Lieu            | Nombre d'équipes | Classement   | Résultat                                                           | Équipe |
| ----- | --------------- | ---------------- | ------------ | ------------------------------------------------------------------ | --- |
| 1960  | Leipzig         | 40 équipes       | 37ème place  | 20 matchs : 2 matchs gagnés, 2 matchs nuls, 16 matchs perdus       | Equipe : 1 Anatole Kostjoerin, 2 Joel Fauconnier, 3 Perrottey, 4 Bernard Angles d'Auriac, R1 Anne-Marie Renoy Chevrier, R2 J Deslauriers.                 |
| 1964  | Tel Aviv        | 50 équipes       | 42ème place  | 19 matchs : 1 match gagné, 2 matchs nul, 16 matchs perdus, 1 bye   | Equipe : 1 Alexander Casa, 2 Léon Weiss, 3 Bernard Rometti, 4 J Deslauriers, R1 Anatole Kostjoerin.                                                       |
| 1966  | La Havane       | 52 équipes       | 46ème place  | 16 matchs : 4 matchs gagnés, 4 matchs nuls, 8 matchs perdus        | Equipe : 1 Alexander Casa, 2 Léon Weiss, 3 Pol Donné, 4 Anatole Kostjoerin, R1 Henry Paris ,R2 Marcel Jézéquelou.                                         |
| 1968  | Lugano          | 53 équipes       | 42ème place  | 20 matchs : 2 matchs gagnés, 1 match nul, 17 perdus                | Equipe : 1 Alexander Casa, 2 Léon Weiss, 3 Pol Donné, 4 Anatole Kostjoerin, R1 Ernest Kann, R2 Charles Muziole.                                           |
| 1970  | Siegen          | 60 équipes       | 60ème place  | 20 matchs : 1 matchs gagnés, 2 matchs nuls, 17 perdus              | Equipe : 1 Pedro Lorinczi, 2 Fernand Barriera, 3 Jacques Dusclaux, 4 Michel Zapuzek, R1 Maurice Scharf, R2 Robert Martelli.                               |
| 1974  | Nice            | 75 équipes       | 55ème place  | 23 matchs : 6 matchs gagnés, 7 matchs nuls, 10 perdus, 1 bye       | Equipe : 1 Branislav Tasic, 2 Gilles Brodeur, 3 Maurice Scharf, 4 Anatole Kostjoerin, R1 Robert Martelli, R2 Bernard Angles d'Auriac.                     |
| 1976  | Haïfa           | 48 équipes       | 45ème place  | 13 matchs : 4 matchs gagnés, 3 matchs nuls, 6 perdus               | Equipe : 1 Bernard Angles d'Auriac, 2 Robert Martelli, 3 A. cary, 4 Jacque Negro, R1 Anatole Kostjoerin, R2 Robert Lepine.                                |
| 1980  | La Valette      | 82 équipes       | 78ème place  | 14 matchs : 3 matchs gagnés, 2 matchs nuls, 9 matchs perdus        | Equipe : 1 Marcel Caruana, 2 Jacques Negro, 3 Eric Girault, 4 Robert Lepine, R1 Bernard, R2 Bernard Angles d'Auriac.                                      |
| 1982  | Lucerne         | 94 équipes       | 74ème place  | 14 matchs : 4 matchs gagnés, 3 matchs nuls, 7 matchs perdus        | Equipe : 1 Eric Girault, 2 Bernard angles d'auriac, 3 Yves Merqui, 4 Robert Lepine, R1 Pedro Lorinczi, R2 Michel Zapuzek.                                 |
| 1984  | Thessalonique   | 88 équipes       | 84ème place  | 14 matchs : 3 matchs gagnés, 2 matchs nuls, 9 matchs perdus        | Equipe : 1 Pedro Lorinczi, 2 Marcel Caruana, 3 Bernard Angles d'Auriac, 4 Robert Lepine, R1 Yves Merqui, R2 Michel Zapuzek.                               |
| 1988  | Thessalonique   | 108 équipes      | 94ème place  | 13 matchs : 4 matchs gagnés, 3 matchs nuls, 6 matchs perdus, 1 bye | Equipe: 1 Eric Girault, 2 Michelangelo Bussachini, 3 Jacky Trottin, 4 Guy Hazarabedian, R1 Yann Jacob, R2 Marcel Caruana.                                 |
| 1994  | Moscou          | 125 équipes      | 118ème place | 14 matchs : 3 matchs gagnés, 3 matchs nuls, 8 matchs perdus        | Equipe : 1 Michel Bizat, 2 Michel Bussachini, 3 Bernard Angles d'Auriac, 4 Marcel Caruaa, R1 Jacques Dusclaux, R2 Alain De Rocco.                         |
| 1996  | Erevan          | 115 équipes      | 105ème place | 14 matchs: 5 matchs gagnés, 2 matchs nuls, 7 matchs perdus         | Equipe : 1 Michel Bizat, 2 FM Jean-Philippe Gentilleau, 3 Jacques Mapelle, 4 Michel Bussachini, R1 Bernard Angles d'Auriac, R2 Jean-Michel Rapaire.       |
| 2000  | Istanbul        | 129 équipes      | 111ème place | 14 matchs : 4 matchs gagnés, 4 matchs nuls, 5 matchs perdus        | Equipe :1 FM Philippe Kesmaecker, 2 FM Jean-Philippe Gentilleau, 3 Richard Farleigh, 4 Patrick Lebel, R1 Michelangelo Bussachini, R2 Patrice Martinelli.  |
| 2002  | Bled            | 136 équipes      | 118ème place | 14 matchs : 3 matchs gagnés, 4 matchs nuls, 7 matchs perdus        | Equipe 1 FM Pierre Kuntz, 2 FM Jean-Philippe Gentilleau, 3 FM Philippe Kesmaecker, 4 Patrick Lebel, R1 FM Patrick Van Hoolandt, R2 WIM Julia Lebel-Arias. |
| 2004  | Calvia          | 129 équipes      | 104ème place | 14 matchs : 5 matchs gagnés, 2 matchs nuls, 7 matchs perdus        | Equipe : 1 Guy Hazarabedian, 2 FM Patrick Van Hoolandt, 3 FM Jean-Philippe Gentilleau, 4 Antonino Calabrese, R1 WIM Julia Lebel-Arias.                    |
| 2006  | Turin           | 148 équipes      | 126ème place | 14 matchs : 4 matchs gagnés, 1 matchs nuls, 8 matchs perdus        | Equipe : 1 Patrick Van Hoolandt, 2 Stevens Rouchouse, 3 FM Jean-Philippe Gentilleau, 4 Julia Lebel-Arias, R1 Antonino Calabrese, R2 Jean-Michel Rapaire   |
| 2008  | Dresden         | 146 équipes      | 110ème place | 11 matchs : 4 matchs gagnés, 1 matchs nuls, 6 matchs perdus        | Equipe : 1 GM Igor Efimov, 2 Patrick Van Hoolandt, 3 Roman Krulich, 4 FM Jean-Philippe Gentilleau R1 Patrick Lebel                                        |
| 2010  | Khanty-Mansiysk | 149 équipes      | 99ème place  | 11 matchs : 4 matchs gagnés, 1 matchs nuls, 6 matchs perdus        | Equipe : 1 GM Igor Efimov, 2 Jean-François Nelis 3 Patrick Van Hoolandt, 4 FM Jean-Philippe Gentilleau R1 Karl Johan Ribbegren                            |
| 2012  | Istanbul        | 157 équipes      | 99ème place  | 11 matchs : 5 matchs gagnés, 0 matchs nuls, 6 matchs perdus        | Equipe : 1 GM Igor Efimov, 2 GM Pierre Villegas, 3 FM Jean-Philippe Gentilleau, 4 Patrick Van Hoolandt, R1 Jean-François Nelis                            |
| 2014  | Tromso          | 176 équipes      | 123ème place | 11 matchs : 4 matchs gagnés, 1 matchs nuls, 6 matchs perdus        | Equipe : 1 GM Igor Efimov, 2 GM Pierre Villegas, 3 Patrick Van Hoolandt, 4 Jean-François Nelis, R1 Karl Johan Ribbegren                                   |
| 2016  | Baku            | 180 équipes      | 82ème place  | 11 matchs: 5 matchs gagnés, 1 matchs nuls, 5 matchs perdus         | Equipe : 1 GM David Marciano, 2 GM Pierre Villegas, 3 IM Igor Efimov, 4 Algimantas Butnorius , R1 Karl Johan Ribbegren                                    |
| 2018  | Batoumi         | 184 équipes      | 73ème place  | 11 matchs: 5 matchs gagnés, 2 matchs nuls, 4 matchs perdus         | Equipe : 1 GM Igor Efimov, 2 GM Nenad Šulava, 3 IM Igor Beezovsky, 4 Jean-François Nelis, R1 Marc-Antoine Lomandong                                       |

2022        Chennai              186 équipes    111ème place     11 matchs, 5 gagnés , 6 matchs perdus    Equipe : 1 GM Amir Bagheri, 2 WGM Tatiana  Dornbusch, 3 Karl Ribbegren, 4 FM Patrice Verdier, R1 FM Patrick Van Hoolandt, Capitaine Yulia Loseva
2024       Budapest             186 équipes   place                    11 matchs Equipe: GM Amir Bagheri, 2 GM Igor Efimov, 3 IM Damir Levacic , 4 André Meylan , R1 FM Patrick Van Hoolandt , Capitaine MF Patrice Verdier  

#### Femmes
Entre 1963 et 2024, l'équipe féminine nationale participe 9 fois aux Olympiades d'échecs.
| Année | Lieu         | Nombre d'équipes | Classement   | Résultat                                                    | Équipe |
| ----- | ------------ | ---------------- | ------------ | ----------------------------------------------------------- | --- |
| 1963  | Split        | 15 équipes       | 13ème place  | 14 matchs: 1 match gagné, 2 matchs nuls, 11 matchs perdus   | Equipe : 1 Anne-Marie Renoy-Chevrier, 2 Madeleine Cauquil                                                                     |
| 1974  | Medellin     | 26 équipes       | 24ème place  | 9 matchs : 1 match gagné, 2 matchs nuls, 6 matchs perdus    | Equipe : 1 Madeleine Cellario, 2 Anne-Marie Macia                                                                             |
| 1978  | Buenos Aires | 32 équipes       | 31ème place  | 14 matchs : 2 matchs nuls, 12 défaites                      | Equipe : 1 Marie Fassler, 2 Claude Santoy, 3 Colette Haumeder, R1 Gina Fleureau                                               |
| 2012  | Istanbul     | 127 équipes      | 107ème place | 11 matchs : 3 matchs gagnés, 2 matchs nuls, 6 matchs perdus | Equipe : 1 Béatrice Chung, 2 Bedanita Lomandong, 3 WIM Julia Lebel-Arias, 4 Mathilde Chung, R1 Noela-Joyce Lomandong          |
| 2014  | Tromso       | 136 équipes      | 65ème place  | 11 matchs : 5 matchs gagnés, 1 match nul, 5 matchs perdus   | Equipe : 1 WIM Lebel-Arias, 2 Mathilde Chung, 3 Melissa Levacic, 4 Charline Grillon, R1 Noela-Joyce Lomandong                 |
| 2016  | Baku         | 134 équipes      | 97ème place  | 11 matchs : 4 matchs gagnés, 1 match nul, 6 matchs perdus   | Equipe : 1 WIM Lebel-Arias, 2 WFM Noela-Joyce Lomandong, 3 Svetlana Berezovska, 4 Anaïs Rubsamen, R1 Fiorina Berezovsky       |
| 2018  | Batoumi      | 151 équipes      | ,            | 11 matchs : 5 matchs gagnés, 1 match nul, 5 matchs perdus   | Equipe : 1 WGM Tatiana Dornbusch, 2 Kenia Jose Polanco, 3 Svetlana Berezovska, 4 WIM Julia Lebel-Arias, R1 Fiorina Berezovsky |

2022       Chennai      159 équipes     84ème place  11 matchs 5 gagnés 1 nul 5 perdus. Equipe : 1 WIM Martine Dubois, 2 WCM Kenia Jose Pollanco, 3 WCM Svetlana Berezovska, 4 WIM Julia Lebel-Arias, R1 Fiorina Berezovsky . Capitaine Svetlana Berezovska
2024       Budapest   169 équipes  Equipe : 1 WGM Tatiana Dornbusch, 2 WIM Marija Zvereva, 3 WCM Fiorina Berezovsky, 4 WCM Svetlana Berezovska, R1 WIM Martine Dubois. Capitaine Vladimir Grabinsky

Nombre d'Olympiades de 1960 à 2024
1er FM Patrick Van Hoolandt : 9 Olympiades de 2002 à 2024
2éme Bernard Angles D'auriac : 8 Olympiades de 1960 à 1996 
WIM Julia Lebel-Arias: 8 Olympiades de 2006 à 2022 (3 open 5 féminines)
FM Jean Philippe Gentilleau : 8 Olympiades de 1996 à 2012
5ème GM Igor Efimov : 7 Olympiades de 2008 à 2024
6ème Anatole Kostjoerin : 6 Olympiades de 1960 à 1976

### Championnat d'Europe par équipes
Deux participations en 2007 et 2009
| Année | Lieu      | Nombre d'équipes | Classement | Résultat                                | Équipe                                                                                       |
| ----- | --------- | ---------------- | ---------- | --------------------------------------- | -------------------------------------------------------------------------------------------- |
| 2007  | Heraklion | 39               | 39ème      | 8 matchs: 1 match nul, 7 matchs perdus  | Equipe : 1 GM Igor Efimov, 2 FM Patrick Van Hoolandt, 3 Willy Iclicki, 4 Jean-Michel Rapaire |
| 2009  | Novi Sad  | 38               | 38ème      | 9 matchs : 1 match nul, 8 matchs perdus | Equipe : 1 GM Igor Efimov, 2 FM Patrick Van Hoolandt, 3 Karl Ribbegren, 4 Willy Iclicki      |